# San Miguel de Abona
San Miguel de Abona – gmina w Hiszpanii, w prowincji Santa Cruz de Tenerife, we wspólnocie autonomicznej Wysp Kanaryjskich, o powierzchni 42,04 km². W 2011 roku gmina liczyła 17 555 mieszkańców.